# Jörgen Augustsson
Jörgen Augustsson (Mala, 28 ottobre 1952) è un allenatore di calcio ed ex calciatore svedese, di ruolo difensore.

## Carriera
Con la Nazionale svedese ha preso parte ai Mondiali 1974.

## Palmarès

### Giocatore

#### Competizioni nazionali
- Campionato svedese: 2

Åtvidabergs: 1972, 1973